# Melbourne (Florida)
Melbourne je město ve Spojených státech amerických. Nachází se v okrese Brevard County ve státě Florida. Ve městě žije přibližně 85 tisíc obyvatel a jeho rozloha činí 102,5 km². Město roku 1867 založil Cornthwaite John Hector. Město leží 116 kilometrů jihovýchodně od Orlanda na území zvaném Space Coast. Většina města leží v Indian River Lagoon.
Své sídlo zde mají společnosti To Write Love on Her Arms, AuthenTec a také zde sídlí Florida Institute of Technology.

## Rodáci
- Jim Morrison (1943–1971) – americký zpěvák